# Černá Hora (Dymokury)
Černá Hora je vesnice v okrese Nymburk, součást obce Dymokury. Nachází se 1,5 km na západ od Dymokur. Je zde evidováno 36 adres. Vesnicí prochází silnice II/275 z Dymokur do Křince.

## Historie
První písemná zmínka o vesnici pochází z roku 1748.

## Pamětihodnosti
- Zvonička na návsi
- Pomník padlým v první světové válce

## Další fotografie

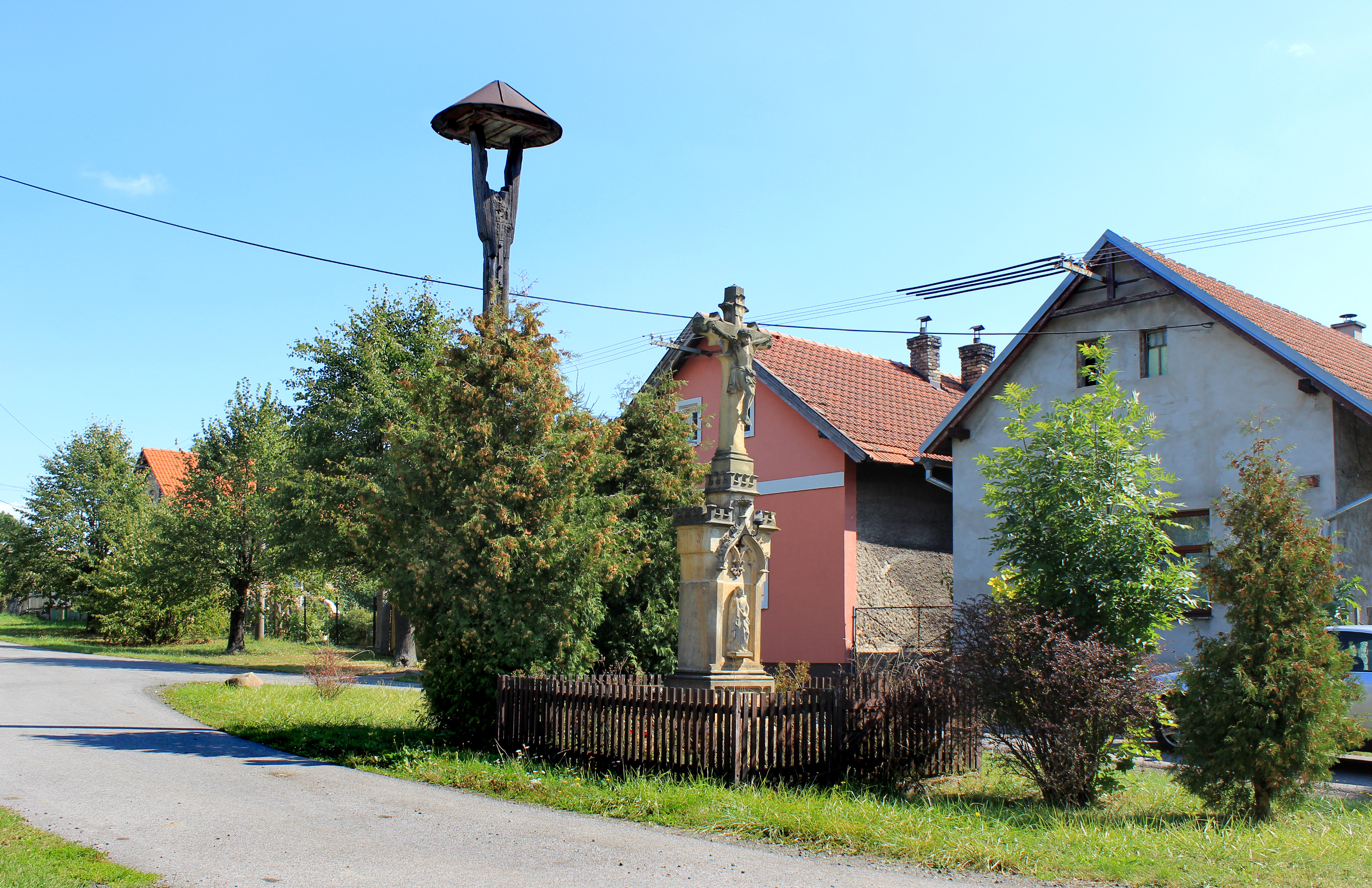
Malá náves se zvonicí
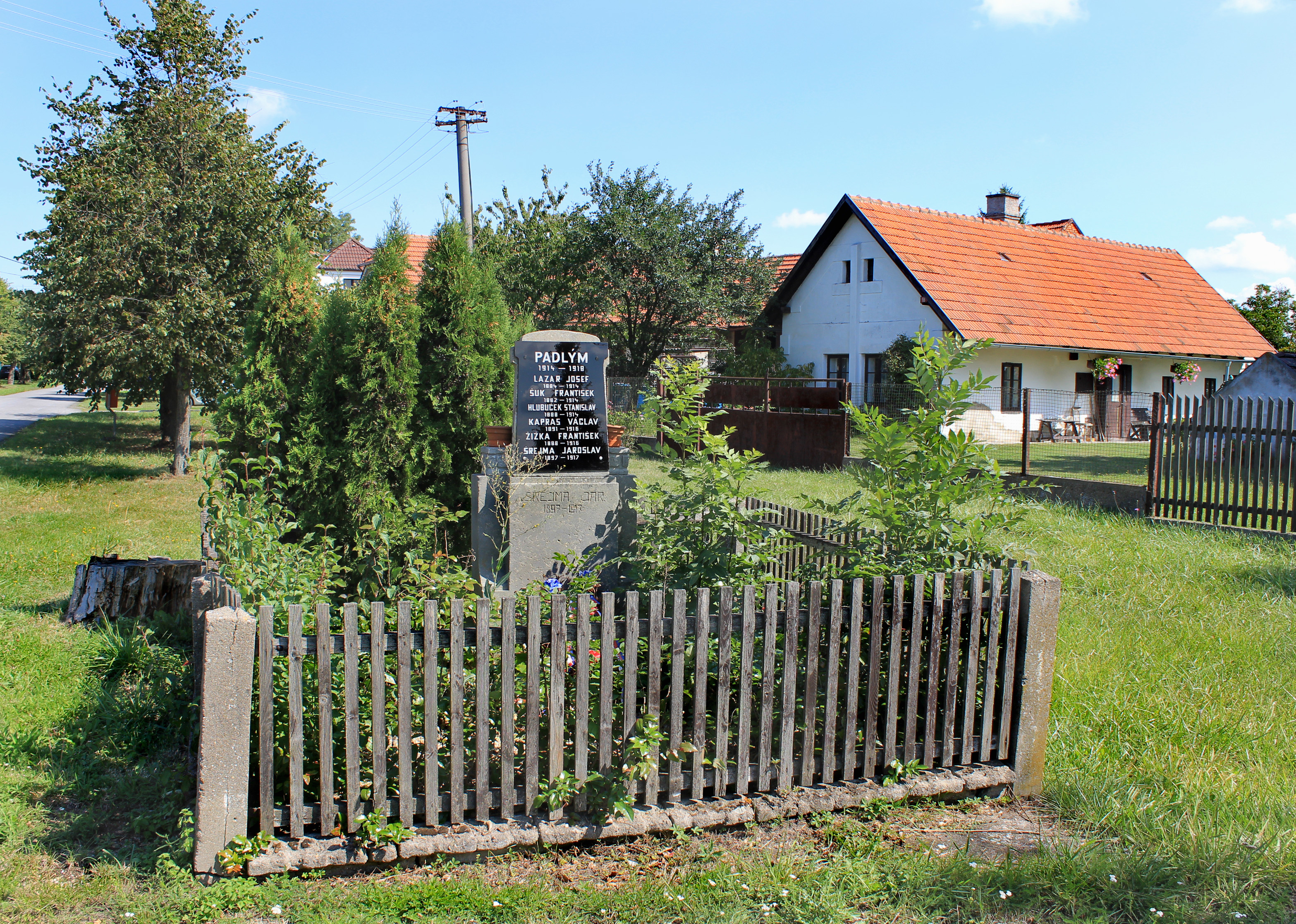
Pomník padlým
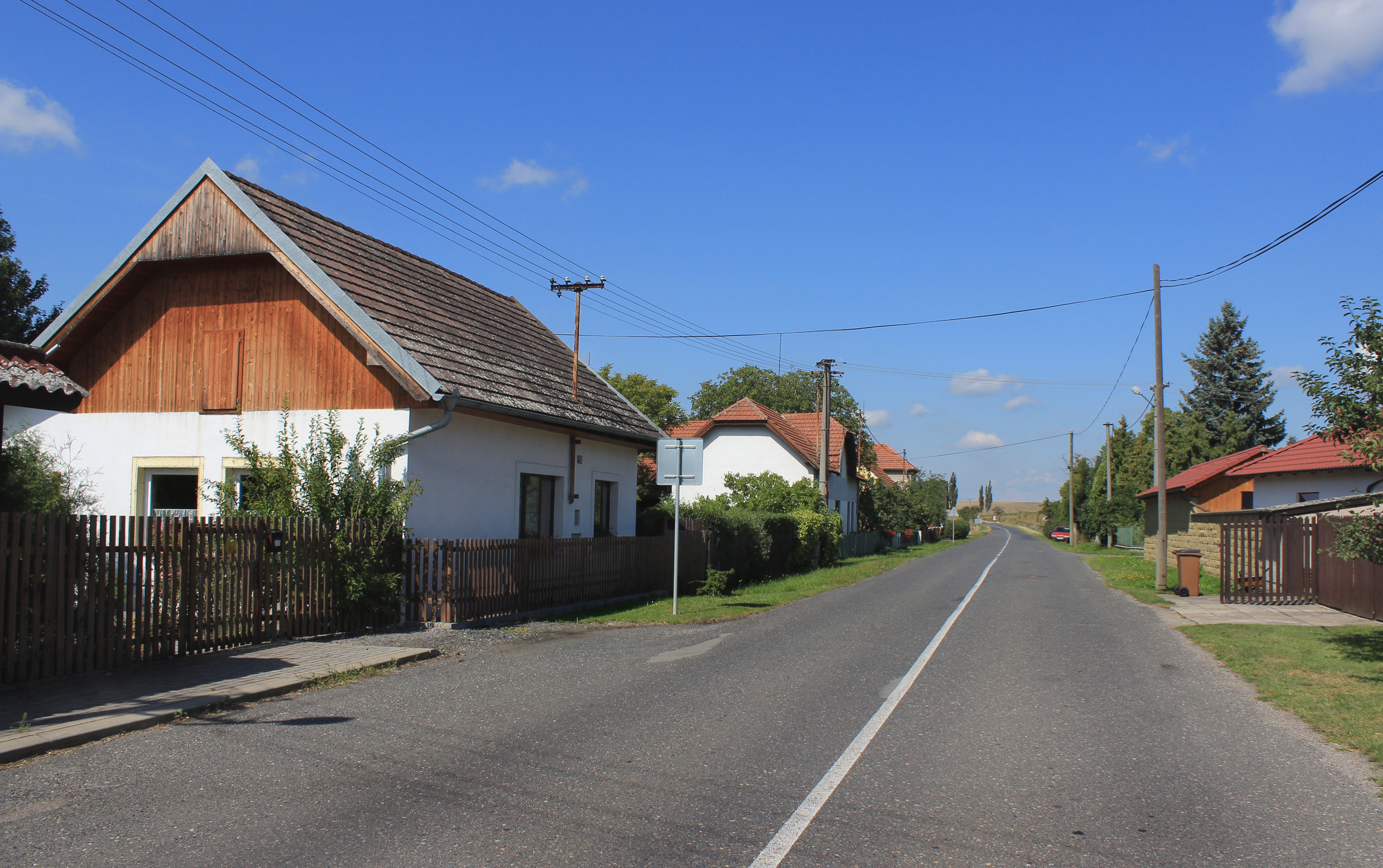
Hlavní silnice